# Dagmar Lahlum

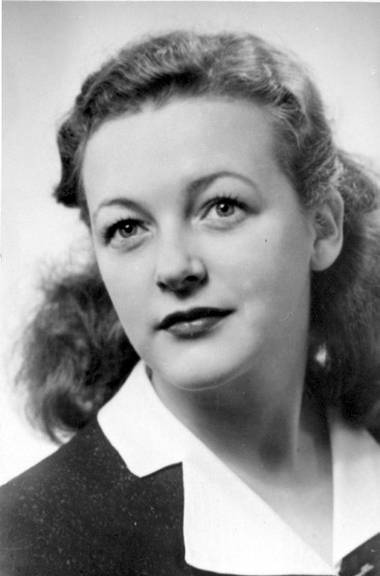
Dagmar Lahlum.

Dagmar Lahlum, född 10 mars 1923 i Sørumsand, död cirka 28 december 1999 i Oslo, var en norsk kvinnlig dubbelagent. Hon blev dömd för landsförräderi som en del i rättsprocessen landssvikoppgjøret. Under andra världskriget arbetade hon som dubbelagent, dels för MI5 och dels för norska motståndsrörelsen.